# Nephochaetopteryx molinai
Nephochaetopteryx molinai är en tvåvingeart som beskrevs av Guilherme A.M.Lopes 1942. Nephochaetopteryx molinai ingår i släktet Nephochaetopteryx och familjen köttflugor. Inga underarter finns listade i Catalogue of Life.